# Adenomus kelaartii
Adenomus kelaartii é uma espécie de anfíbio anuros da família Bufonidae. É considerada espécie em perigo de extinção pela Lista Vermelha da UICN. Está presente em Sri Lanka.